# Iryna Skljarenko
Iryna Skljarenko (ukrainisch Ірина Скляренко, engl. Transkription Iryna Skliarenko, Iryna Sklyarenko; * 7. November 1961) ist eine ehemalige ukrainische Marathonläuferin.
1987 wurde sie Elfte bei der sowjetischen Meisterschaft und Achte beim Bila-Zerkwa-Marathon, 1988 Zweite beim Uschgorod-Marathon mit ihrer persönlichen Bestzeit von 2:34:25 h. Im Jahr darauf wurde sie Zweite beim Cleveland-Marathon und Zehnte beim Berlin-Marathon.
1992 siegte sie beim Turin-Marathon, 1993 wurde sie Zehnte beim Paris-Marathon, und 1994 gewann sie den Stockholm-Marathon.
1998 wurde sie Zweite beim Rom-Marathon und bei der Maratona d’Italia. 2000 wurde sie Zweite beim Lausanne-Marathon.